# Niklas Arleryd
Niklas Alexander Sahlin Arleryd, även känd under namnet Nik Alexander (uttalas "Nick"), född 5 januari 1993 i Söderhamn, är en svensk dansare, artist, sångare och influerare.

## Biografi
Arleryd, som är född och uppvuxen i Söderhamn, ställde i mars 2020 upp som deltagare i dejtingprogrammet Flirty Dancing på TV4, som lades ner efter bara en säsong. Han ställde därefter under våren 2021 upp som deltagare i dokusåpan Paradise Hotels sextonde säsong på TV3, där han blev utröstad i avsnitt 28. Under hösten 2024 ställde han även upp som deltagare i säsong 4 av tävlingsprogrammet Elitstyrkans hemligheter på TV4, som hade premiär i oktober månad samma år.
Arleryd har även gjort sig känd för att agera som bakgrundsdansare under deltävlingarna av Melodifestivalen. Bland de artister och bidrag som han har varit bakgrundsdansare för, märks Anna Bergendahl och hennes bidrag "Kingdom Come" från 2020, Charlotte Perrelli och hennes bidrag "Still Young" från 2021, och Fröken Snusk och hennes bidrag "Unga & fria" från 2024.

## Let's Dance
Under våren 2025 kommer Arleryd återigen att agera som dansare på TV, då han kommer att göra debut i TV-programmet Let's Dances nittonde säsong på TV4. Hans kändisdanspartner i programmet och under denna säsong, är influeraren och internetpersonligheten Perla Malmberg, vars far, skådespelaren och komikern Claes Malmberg, deltog i programmet under år 2018.